# Лісабонський договір (1668)

Володіння обох королівств (1640):
Іспанія
Португалія

Лісабо́нський до́говір 1668 року (ісп. і порт. Tratado de Lisboa) — мирний договір, що завершив Реставраційну війну між королівствами Португалія й Іспанія. Підписаний 13 лютого 1668 року в Лісабоні, в монастирі святого Елігія, за посередництва Англії. На мирних переговорах португальську сторону представляв принц-регент Педру (майбутній король Педру II), що діяв від імені недієздатного короля-брата Афонсу VI. Переговори з іспанського боку вела іспанська королева-регентка Маріана Австрійська, дружина покійного короля Філіпа IV, яка діяла від імені свого неповнолітнього сина Карла II. Посередником виступав Едвард Монтегю, посол англійського короля Карла II. За умовами договору:
- Встановлювався вічний мир між сторонами. Іберійська унія скасовувалася.
- Габсбурзька Іспанія визнавала самостійність королівства Португалія та легітимність Браганського дому, що правив нею. Зокрема, інфанта Катаріна, герцогиня Браганська й матір португальського короля Жуана IV, який розпочав Реставраційну війну, визнавалася законним претендентом на португальський престол[2].
- Суверенітет Португалії та її короля відновлювався на території усієї континентальної Португалії та португальських колоній. Виняток становила африканська Сеута, що не визнала монархів з Браганського дому й була передана іспанській короні[2]; місто Олівенса поверталося португальській стороні.
- Португалія й Іспанія зобов'язалися обмінятися полоненими, повернути захоплене майно власникам.
- Португалія й Іспанія відновлювали свободу пересування морем і сушею, поновлювали торговельні відносини, обіцяли спільно боротися проти піратства[3].
- Португалія отримала право приєднатися до військових англійсько-іспанських договорів.

23 лютого того ж року договір ратифікували іспанці, а 3 березня — португальці. Угода була вигідною, насамперед, Португалії, що здобула незалежність та повернула собі колонії. Іспанія ж отримала можливість завершити виснажливий конфлікт та відновити свою фінансово-господарську систему. Англія посилила свою присутність на Піренейському півострові. Після настання миру, на хвилі патріотизму, серед португальської шляхти почався процес відторгнення іспанської культури та звичаїв, які замінювалися англійсько-французькими взірцями. Лісабон поступово став центром торговельної імперії, що перебувала під сильним впливом англійських та голландських капіталістів та залежала від економіки Бразилії.